# 华新街道
华新街道是中华人民共和国天津市东丽区下辖的一个街道办事处。
2013年12月27日，天津市民政局批复同意设立华明新家园街道，2014年津民复[2014]2号文件批复将华明新家园街道更名为华新街道。

## 行政区划
华新街道下辖以下地区：
顶秀欣园社区、华丰家园社区、华富家园社区、天欣花园社区和名都园社区。